# MTV Video Music Brasil 2004
O Video Music Brasil 2004 foi a décima edição da premiação realizada pela MTV Brasil. Ocorreu em 5 de outubro de 2004 e foi transmitido ao vivo de São Paulo, às 22 horas. Esta edição foi apresentada pelo ator Selton Mello. Concorriam clipes nacionais produzidos entre junho de 2003 e maio de 2004.

## Categorias
| Categoria                       | Vencedor                                                                                      | Indicados |
| ------------------------------- | --------------------------------------------------------------------------------------------- | --- |
| Videoclipe do Ano               | Marcelo D2 — Loadeando                                                                        | - O Rappa — O Salto - Pitty — Equalize - Sandy & Junior — Desperdiçou - Skank — Vou Deixar |
| Escolha da Audiência            | Pitty — Admirável Chip Novo                                                                   | - Br'oz — Prometida - Capital Inicial — Sem Cansar - Catedral — Quem Disse Que o Amor Pode Acabar - Charlie Brown Jr. — Vícios e Virtudes - CPM 22 — Ontem - Detonautas — Olhos Certos - Felipe Dylon — Musa do Verão - Frejat — Túnel do Tempo - Ira! — O Girassol - Jay Vaquer — Pode Agradecer - Jota Quest — Mais Uma Vez - Ludov — Princesa - Marcelo D2 — Loadeando - Planta & Raiz — A Dois Passos do Paraíso - O Rappa — Reza Vela - Rouge — Blá Blá Blá - Sandy & Junior — Desperdiçou - Skank — Vou Deixar - Titãs — Provas de Amor                                                             |
| Artista Revelação               | Dead Fish — Zero e Um                                                                         | - Br'oz — Prometida - Gram — "Você Pode Ir na Janela - Ludov — Princesa - Matanza — Pé na Porta, Soco na Cara |
| Videoclipe de Pop               | Skank — Vou Deixar                                                                            | - Arnaldo Antunes — Consumado - Jota Quest — Mais Uma Vez - Nando Reis — Luz dos Olhos - Sandy & Junior — Desperdiçou |
| Videoclipe de Rock              | Pitty — Equalize                                                                              | - Capital Inicial — Sem Cansar - O Rappa — O Salto - Sepultura — Mindwar - Titãs — Eu Não Sou um Bom Lugar |
| Videoclipe de Rap               | Marcelo D2 — Loadeando                                                                        | - Pentágono — Na Mora - Racionais MC's — Vida Loka II - Trilha Sonora do Gueto — Um Pião di Vida Loka - Veiga e Salazar — Eléctriko |
| Videoclipe de MPB               | Seu Jorge — Tive Razão                                                                        | - Lucas Santtana — Samba Cubano - Otto — Só pra Ser Minha Mulher - Wilson Simoninha — Lá Vem o Homem - Zezé di Camargo & Luciano — Para Mudar Minha Vida |
| Videoclipe de Música Eletrônica | Marcelinho da Lua e Seu Jorge — Cotidiano                                                     | - DJ Mau Mau — Space Fun - Flu — Vinet San - Gabriel Musak — Estética Terceiro Mundo - Sonic Jr. — A Casa da Madame |
| Videoclipe Internacional        | Linkin Park — Numb                                                                            | - Avril Lavigne — Don't Tell Me - Beyoncé feat. Sean Paul — Baby Boy - The Black Eyed Peas — Shut Up - Blink-182 — Feeling This - Britney Spears feat. Madonna — Me Against the Music - The Calling — Our Lives - Christina Aguilera — The Voice Within - D12 — My Band - Evanescence — My Immortal - Good Charlotte — Hold On - Incubus — Megalomaniac - Limp Bizkit — Behind Blue Eyes - Metallica — The Unnamed Feeling - Nickelback — Someday - Nightwish — Nemo - The Offspring — Hit That - OutKast — Hey Ya! - Red Hot Chili Peppers — Fortune Faded - Santana feat. Alex Band — Why Don't You & I |
| Videoclipe Independente         | Ludov — Princesa                                                                              | - Bonsucesso Samba Clube — Pensei Se Há - Lava — Igloo - Rock Rocket — Por um Rock 'n' Roll Mais Alcoolatra e Inconsequente - Wander Wildner — Eu Não Consigo Ser Alegre o Tempo Inteiro |
| Direção em Videoclipe           | O Rappa — O Salto (Diretores: Bruno Murtinho/Sérgio Schmid)                                   | - Arnaldo Antunes — Consumado (Diretora: Monique Gardenberg) - Los Hermanos — O Vencedor (Diretor: Leonardo Domingues) - Marcelo D2 — Loadeando (Diretor: Johnny Araújo) - Nando Reis — Luz dos Olhos (Diretores: Vítor Amati/Cássio Amarante/Oswaldo Sant'Ana) |
| Edição em Videoclipe            | O Rappa — O Salto (Editor: Pedro Amorim)                                                      | - Los Hermanos — O Vencedor (Editores: Júlia Martins/Renzo Machado) - Nando Reis — Luz dos Olhos (Editor: Oswaldo Sant'ana) - Sandy & Junior — Desperdiçou (Editor: Picky Talarico) - Sepultura — Mindwar (Editor: Márcio Soares) |
| Direção de Arte em Videoclipe   | Elza Soares — Rio de Janeiro (Diretores de arte: Rodrigo Araújo/Olavo Ekman/Maurício Brandão) | - Bidê ou Balde — As Cores Bonitas (Diretor de arte: Rafael Granpá) - Marcelo D2 — Vai Vendo (Diretores de arte: Maurício Eça/Flip) - Pitty — Equalize (Diretor de arte: Marcos Carvalheiro) - Skank — Vou Deixar (Diretor de arte: Marcelo Presotto) |
| Fotografia em Videoclipe        | Marcelo D2 — Loadeando (Diretor de fotografia: Marcelo Corpani)                               | - Pitty — Equalize (Diretor de fotografia: Marcelo Corpani) - Racionais MC's — Vida Loka II (Diretor de fotografia: Paulo Vainer) - O Rappa — Reza Vela (Diretor de fotografia: Mauro Pinheiro) - Sepultura — Mindwar (Diretores de fotografia: Ricardo Della Rosa/João Itaboraí/Sérgio Isidoro) |
| Website                         | Detonautas — www.detonautas.com.br                                                            | - Dibob — www.dibob.com.br - Los Hermanos — www.loshermanos.com.br - Paulo Miklos — www.paulomiklos.com.br - Rita Lee — www.ritalee.com.br |

## Shows
| Shows do VMB 2004 |
| --- |
| Sepultura com Nação Zumbi, João Barone e Lan Lan - Kaiowas                                                                                                |
| Skank e Os Replicantes - Surfista Calhorda / I Wanna Be Sedated                                                                                           |
| Ira! e Os Paralamas do Sucesso - Envelheço na Cidade |
| Caetano Veloso e David Byrne - Nothing But Flowers |
| Zeca Pagodinho, com coro de Daniela Mercury, Wanessa Camargo, Negra Li, Paula Lima e Vanessa da Mata; e rap de Marcelo D2, BNegão e Black Alien - Verdade |
| F.UR.T.O. - Não Se Preocupe Comigo |
| Capital Inicial com Pitty, Badauí, Tico Santa Cruz, Jimmy, Rogério Flausino, Marco Túlio e Rodrigo - Rock and Roll All Nite                               |

## Polêmica
Nesta edição, Caetano Veloso e David Byrne interpretariam a música Nothing But Flowers, mas nas duas primeiras tentativas houve microfonia, o que irritou o cantor baiano, que gritou:
Pessoal da Eme Tê Vê (sic), vergonha na cara, vamo (sic) começar de novo e bota essa porra pra funcionar direito, pra gente cantar certo nessa porra!— Caetano Veloso
Com o erro técnico, a transmissão foi suspensa para os comerciais. No retorno, o apresentador Selton Mello anunciou de novo a apresentação, dizendo:
Estamos aqui tentando! É ao vivo! Vou chamar de novo esses dois caras sensacionais, e agora quero ver essa porra funcionando! Caetano Veloso e David Byrne!— Selton Mello
Desta vez, Caetano e David conseguiram cantar até o fim. Mais tarde, Zico Góes, diretor de programação da emissora, revelou no livro "MTV, Bota Essa P Pra Funcionar" que o microfone que causou o problema fora aberto pelos próprios roadies de Caetano.

## Ligações Externas
1. ↑  «VMB 2004 - Conheça os vencedores». Omelete. 6 de outubro de 2004. Consultado em 26 de junho de 2023
2. ↑  «MTV anuncia indicados ao VMB 2004; D2 e Rappa lideram». UOL Televisão. 5 de agosto de 2004. Consultado em 7 de janeiro de 2023
3. ↑  Pacheco, Paulo (14 de fevereiro de 2014). «Ex-diretor da MTV lança livro e revela bastidores de piti de Caetano». Notícias da TV. UOL. Consultado em 14 de agosto de 2023